# Pokątnik złowieszczek

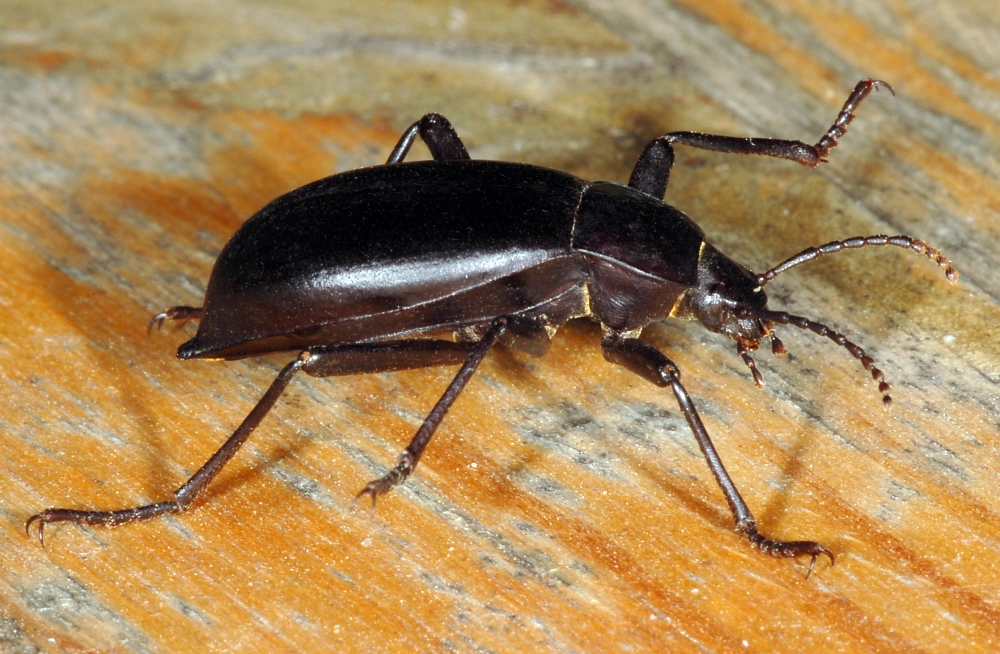
Widok z boku

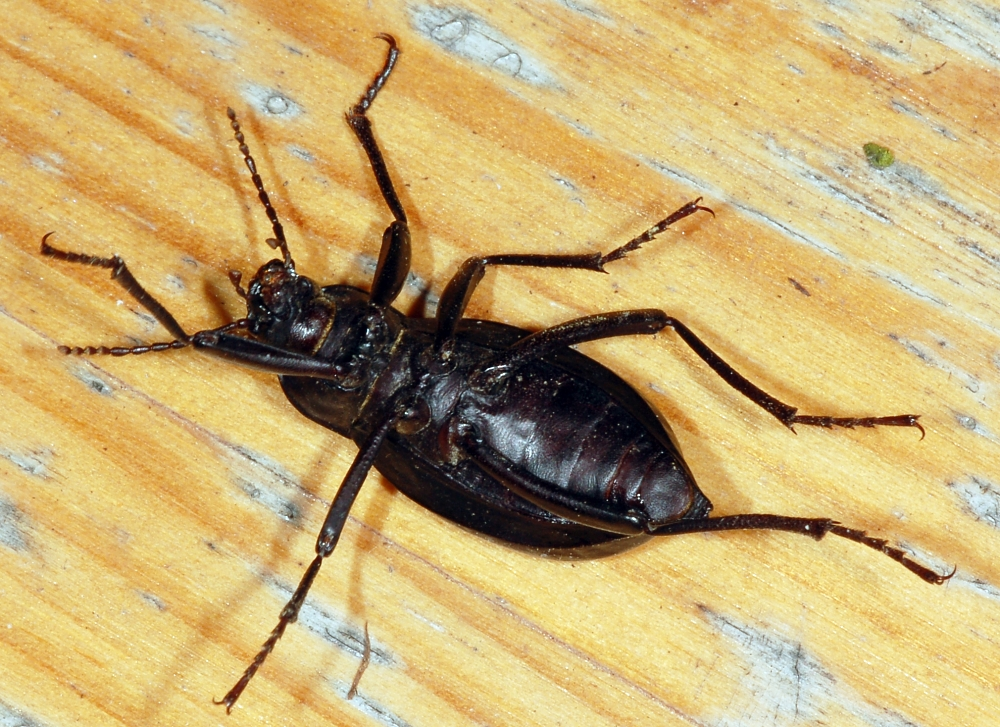
Widok od spodu

Pokątnik złowieszczek (Blaps mortisaga) – gatunek chrząszcza z rodziny czarnuchowatych. Zamieszkuje zachodnią Eurazję, na wschód po Iran i Turkmenistan. Zawleczony też do Ameryki Północnej. Owad głównie synantropijny. Larwy i osobniki dorosłe żywią się martwą materią organiczną. Zasiedla chłodne i wilgotne pomieszczenia, jak piwnice, spiżarnie czy stajnie. Znane jest też stanowisko niesynantropijne, gdzie rozmnaża się w norach gryzoni i brzegówek. W zachodniej Europie gatunek zanikający z powodu utraty siedlisk. W Polsce uznawany za zagrożony.

## Etymologia
Łaciński epitet gatunkowy mortisaga oraz polski epitet złowieszczek nawiązują do ludowych wierzeń, jakoby spotkanie w domu tego chrząszcza zapowiadało śmierć któregoś z jego mieszkańców. Owad ten nie stanowi jednak dla człowieka żadnego zagrożenia.

## Opis
Chrząszcz o ciele długości od 20 do 28 lub 31 mm, w obrysie podługowato-owalnym, ubarwiony czarno z lekko atłasowym połyskiem. Ma długie, sięgające za nasadę przedplecza czułki, których człony od czwartego do szóstego są znacznie dłuższe niż szerokie. Punktowanie głowy i przedplecza jest u niego drobne i bardzo płytkie, pokryw płytkie, większe i rzadsze, zaś ostatniego widocznego sternitu odwłoka równomierne. Odnóża ma smuklejsze niż inne środkowoeuropejskie gatunki. Stopy ma walcowate, tylna ich para o pierwszym członie znacznie dłuższym niż drugi i trzeci razem wzięte. Pokrywy ma lekko zaokrąglone, nieco szersze od przedplecza, równomiernie wypukłe, wydłużone ku tyłowi, zakończone zrośniętymi wyrostkami, zwanymi mucro. Wyrostek ten jest długi i na wierzchołku zakrzywia się lekko w dół.
Samce różnią się od samic m.in. przeciętnie mniejszym, węższym ciałem, dłuższym mucro i obecnością kępki złotych włosków pośrodku tylnej krawędzi pierwszego widocznego sternitu odwłoka.

## Biologia i ekologia
Gatunek saprofagiczny. Larwy oraz imagines żywią się martwą materią organiczną. W warunkach naturalnych przedstawiciele rodzaju zasiedlają otwarte, ciepłe obszary i często związani są z norami gryzoni i zajęczaków, natomiast pokątnik złowieszczek przystosował się w epoce przedindustrialnej do synantropijnego trybu życia. Bytuje w miejscach ciemnych i wilgotnych, jak piwnice, stajnie, spiżarnie, młyny, szopy, magazyny czy cmentarze. W warunkach hodowlanych larwy drążyły korytarze w podłożu, żywiąc się chlebem doń przylegającym oraz próchniejącymi gałązkami. Dorosłe osobniki są aktywne wieczorem i nocą, a dzień spędzają w kryjówkach. Zaniepokojone nieruchomieją z uniesionym odwłokiem i wydzielają odstraszające substancje zapachowe.
Ponadto znane jest niesynantropijne, antropogeniczne stanowisko na skarpie, w dolinie Noteci, gdzie chrząszcze te rozmnażają się w norach brzegówek i gryzoni. Za pokarm służą im tam prawdopodobnie odchody tych zwierząt i martwa materia roślinna z porastających okolicę dębów.
W warunkach hodowlanych długość trwania stadium larwy wynosi 9 do 16 miesięcy, poczwarki 20–35 dni, a dorosłe opuszczały kolebki poczwarkowe około tygodnia po przepoczwarczeniu.

## Rozprzestrzenienie
Gatunek pierwotnie palearktyczny, zawleczony do Ameryki Północnej. W Europie znany z Anglii, Austrii, Belgii, Białorusi, Bułgarii, Chorwacji, Czech, Danii, Estonii, Finlandii, Francji, Grecji, Hiszpanii, Holandii, Islandii, Liechtensteinu, Litwy, Łotwy, Niemiec, Norwegii, Polski, Rumunii, Rosji, Słowacji, Słowenii, Szwecji, Szwajcarii, Ukrainy, Węgier. W Azji podawany z Armenii, Azerbejdżanu, Gruzji, Iraku, Iranu, Turcji i Turkmenistanu.
W Polsce rzadki, znany z około 30 rozproszonych stanowisk, przy czym wiele danych pochodzi sprzed półwiecza.

## Zagrożenie i ochrona
W Polskiej czerwonej księdze zwierząt i na polskiej Czerwonej liście zwierząt umieszczony został jako gatunek zagrożony (EN), a na Czerwonej liście chrząszczy Górnego Śląska jako narażony na wyginięcie. W Finlandii wpisany został na listę gatunków wymierających. Za zagrożony uznany także w Szwecji.
W zachodniej części Europy spadek liczebności tego gatunku notuje się od początku XX wieku. Główną przyczyną jest zanik odpowiednich siedlisk (tj. chłodnych i wilgotnych przechowalni żywności, zwłaszcza z klepiskiem), związany z rozwojem cywilizacyjnym. Zachowanie tego gatunku w Polsce jest możliwe poprzez kontrolowaną hodowlę w pomieszczeniach przezeń zasiedlonych oraz ochrona jedynego stanowiska niesynantropijnego.